# Ric Flair Drip
Ric Flair Drip è un singolo del rapper statunitense Offset e del produttore discografico Metro Boomin, pubblicato il 31 ottobre 2017. Il brano è presente nell'album collaborativo con 21 Savage Without Warning. Dopo la pubblicazione dell'album, Ric Flair Drip si è posizionato alla posizione numero 71 della Billboard Hot 100. Dopo essere stato pubblicato come primo ed unico singolo dell'album, ha raggiunto la posizione numero 13. Fa inoltre parte del videogioco WWE 2K19.

## Descrizione
Il brano è la terza traccia dell'album Without Warning, pubblicato nell'ottobre 2017. È stata classificata come la 44ª miglior canzone del 2017 da Complex Media.
il 4 febbraio 2018 il brano è stato certificato come disco di platino ancor prima di essere pubblicato come singolo, diventando quindi il primo brano certificato platino di Offset come interprete principale. Dopo oltre 6 mesi dalla sua iniziale pubblicazione, il brano raggiunse la posizione numero 13 della Billboard Hot 100.

## Video musicale
Il video è stato pubblicato sul canale YouTube Vevo di 21 Savage e presenta le apparizioni di Ric Flair, da cui si è presa ispirazione per il titolo del brano stesso, i membri dei Migos Quavo e Takeoff, di 21 Savage e Metro Boomin.

## Remix
Il 17 gennaio 2018, il rapper statunitense Tyga produsse il proprio remix del brano, intitolato Dubai Drip, pubblicato poi sul canale YouTube WorldStarHipHop.

## Tracce
1. Ric Flair Drip – 2:52 (testo: Kiari Cephus, Leland Wayne e Bijan Amirkhani – musica: Metro Boomin e Bijan Amir)

## Classifiche

### Classifiche settimanali
| Classifica (2017–2018) | Posizione massima |
| ---------------------- | ----------------- |
| Australia              | 61                |
| Canada                 | 13                |
| Irlanda                | 75                |
| Regno Unito            | 67                |
| Stati Uniti            | 13                |
| Svezia                 | 89                |
| Svizzera               | 74                |

### Classifiche di fine anno
| Classifica (2018) | Posizione |
| ----------------- | --------- |
| Canada            | 49        |
| Stati Uniti       | 38        |